# 페르토사
페르토사(이탈리아어: Pertosa)는 이탈리아 캄파니아주 살레르노도에 있는 코무네이다. 2015년 기준 인구는 688명이다.

## 같이 보기
- 페르토사 동굴
- 칠렌토
- 발로 디 디아노